# هيلاري روبنسون
هيلاري روبنسون (بالإنجليزية: Hilary Robinson)‏ هي كاتِبة بريطانية، ولدت في 23 يناير 1962 في Paignton ‏ في المملكة المتحدة.